# Saint-Sulpice-sur-Lèze

Saint-Sulpice-sur-Lèze este o comună în departamentul Haute-Garonne din sudul Franței. În 2009 avea o populație de 1.832 de locuitori.

## Evoluția populației
| An        | 1975  | 1982  | 1990  | 1999  | 2006  | 2009  |
| --------- | ----- | ----- | ----- | ----- | ----- | ----- |
| Populație | 1.192 | 1.264 | 1.423 | 1.639 | 1.785 | 1.832 |